# Primera División Uruguaya 1917
Il campionato era formato da dieci squadre e il Nacional vinse il titolo.

## Classifica finale
| Pos. | Squadra              | G  | V  | N | P  | GF | GS | Punti |
| ---- | -------------------- | -- | -- | - | -- | -- | -- | ----- |
| 1    | Nacional             | 18 | 16 | 2 | 0  | 47 | 3  | 34    |
| 2    | Peñarol              | 18 | 14 | 2 | 2  | 31 | 12 | 30    |
| 3    | Universal            | 18 | 8  | 5 | 5  | 24 | 18 | 21    |
| 4    | Montevideo Wanderers | 18 | 6  | 5 | 7  | 17 | 16 | 19    |
| 5    | River Plate          | 18 | 5  | 5 | 8  | 18 | 27 | 15    |
| 6    | Dublín               | 18 | 6  | 2 | 10 | 22 | 28 | 14    |
| 7    | Central              | 18 | 4  | 6 | 8  | 14 | 23 | 14    |
| 8    | Charley              | 18 | 5  | 3 | 10 | 11 | 24 | 13    |
| 9    | Reformers            | 18 | 3  | 5 | 10 | 9  | 23 | 11    |
| 10   | Defensor             | 18 | 2  | 7 | 9  | 9  | 28 | 11    |

G = Partite giocate; V = Vittorie; N = Nulle/Pareggi; P = Perse; GF = Goal fatti; GS = Goal subiti; 